# Daniel Constantin Florea
Daniel Constantin Florea (* 17. April 1988 in Târgoviște, Kreis Dâmbovița) ist ein rumänischer Fußballspieler. Er steht seit Anfang 2018 beim FC Chindia Târgoviște unter Vertrag.

## Karriere
Florea begann seine Karriere beim rumänischen Verein Chindia Târgovişte und wechselte 2005 in die Jugend des FC Farul Constanța. In der Saison 2007/2008 wurde er in den Kader der ersten Mannschaft des FC Farul Constanța berufen. Die Position, auf der er normalerweise eingesetzt wird, ist die eines Stürmers. Seinen ersten Einsatz in der obersten rumänischen Spielklasse, der Liga 1, feierte Florea am 2. Spieltag der Spielzeit 2007/2008, als er etwa zehn Minuten vor Spielende eingewechselt wurde und nur fünf Minuten später das Tor zum 2:0-Endstand gegen Ceahlăul Piatra Neamț erzielte. Im Sommer 2009 verließ er den FC Farul Constanța und heuerte in der zweithöchsten rumänischen Spielklasse bei Callatis Mangalia an. Nach einer Saison wechselte er jedoch bereits von Callatis Mangalia zum Ligarivalen Delta Tulcea.
Im Sommer 2013 wechselte Florea zu CS Concordia Chiajna in die Liga 1. Mit Chiajna sicherte er sich zweimal den Klassenverbleib, ehe ihn im Sommer 2015 der Spitzenklub Astra Giurgiu unter Vertrag nahm. Mit Astra gewann er am Ende der Saison 2015/16 die rumänische Meisterschaft. Im Sommer 2017 wechselte er zu UTA Arad in die Liga II, ehe er Anfang 2018 zum FC Chindia Târgoviște in seine Heimatstadt zurückkehrte.

## Erfolge
- Rumänischer Meister: 2016